# تشكيل بلوميدون

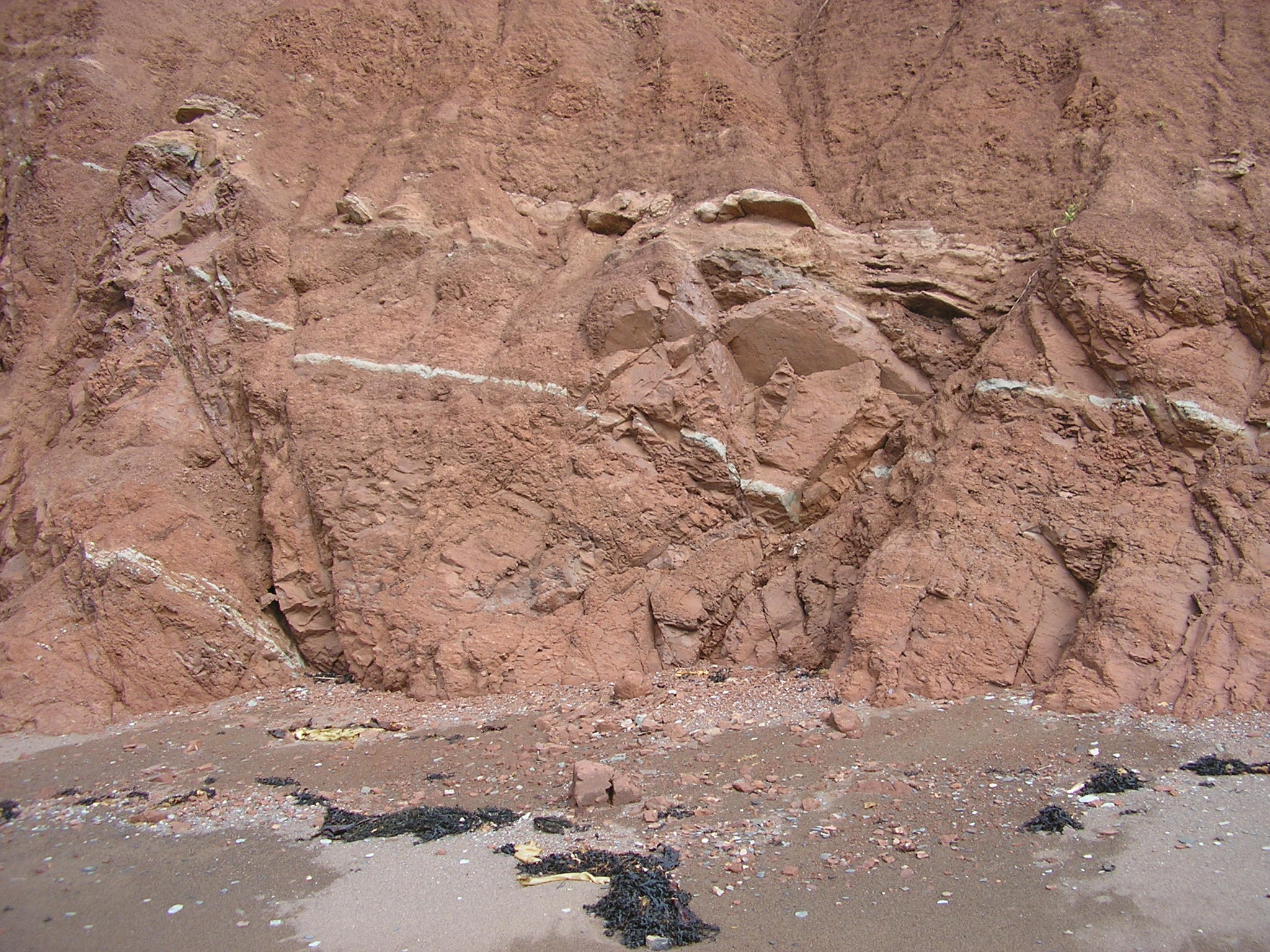
الطبقات القارية الحمراء والمتصدعة والمكوّنة من تشكيل بلوميدون، حوض ميناس باس في نورث شور، نوفا سكوتيا

تشكيل بلوميدون وحدة من الصخور الرسوبية من فترة الثلاثي المتأخر (مرحلة النوري – مرحلة الرايتاني)، والتي تبرز كنتوءات في نوفا سكوتيا. يصل سمكه الأقصى في النتوء إلى 365 متر (1,198 قدم)، ولكن قد يصل إلى 1,168 متر (3,832 قدم) وقد ثبت من البيانات بشكل جيد (تم استنتاجه من بيانات الانعكاس الزلزالي) أن السمك يصل إلى 2,500 متر (8,200 قدم). ويغطي تشكيل وولففيل من مرحلة الكارني بشكل أساسي ويضع الأساس لجبال البازلت الشمالية ‏. يتعرض القسم نوع بين كيب بلوميدون ‏ ( ) وجزيرة بادي ( ).